# Betragsquadrat

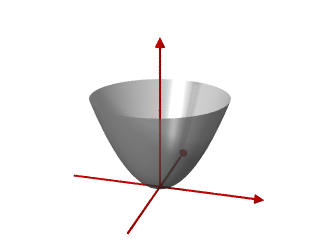
Der Graph der Betragsquadrat-Funktion von komplexen Zahlen ist ein Paraboloid über der komplexen Zahlenebene

Das Betragsquadrat oder  Absolutquadrat ist eine Sammelbezeichnung für Funktionen, die vor allem in der Physik auf Zahlen, Vektoren und Funktionen angewendet werden. Man erhält das Betragsquadrat einer reellen oder komplexen Zahl, indem man ihren Betrag quadriert. Das Betragsquadrat eines reellen oder komplexen Vektors endlicher Dimension ist das Quadrat seiner Länge (bzw. euklidischen Norm). Das Betragsquadrat einer reell- oder komplexwertigen Funktion ist wieder eine Funktion, deren Funktionswerte gleich den Betragsquadraten der Funktionswerte der Ausgangsfunktion sind.
Das Betragsquadrat wird beispielsweise in der Signaltheorie verwendet, um die Gesamtenergie eines Signals zu ermitteln. In der Quantenmechanik wird das Betragsquadrat eingesetzt, um Wahrscheinlichkeiten von Zuständen, zum Beispiel die Aufenthaltswahrscheinlichkeiten von Teilchen, zu berechnen. In der Relativitätstheorie wird für das Lorentz-invariante Quadrat von Vierervektoren in der Literatur auch der Begriff Betragsquadrat verwendet, obwohl dieses Quadrat auch negative Zahlen ergeben kann und sich somit von der allgemeinen Definition in euklidischen Räumen unterscheidet.

## Definitionen

### Zahlen
Das Betragsquadrat {\displaystyle |x|^{2}} einer reellen Zahl {\displaystyle x} ist einfach ihr Quadrat:
{\displaystyle |x|^{2}=x^{2}}.
Das Betragsquadrat {\displaystyle |z|^{2}} einer komplexen Zahl {\displaystyle z=x+\mathrm {i} y} mit Realteil {\displaystyle \operatorname {Re} (z)=x} und Imaginärteil {\displaystyle \operatorname {Im} (z)=y} ist jedoch (und zwar für {\displaystyle y\neq 0}) nicht ihr Quadrat {\displaystyle z^{2}=x^{2}+2\mathrm {i} xy-y^{2}}, sondern:
{\displaystyle |z|^{2}=z^{\ast }\cdot z=(x-\mathrm {i} y)\cdot (x+\mathrm {i} y)=x^{2}+y^{2}}.
Hierbei bezeichnet {\displaystyle z^{\ast }=x-\mathrm {i} y} das komplex Konjugierte von {\displaystyle z}.
Das Betragsquadrat ist stets eine nichtnegative reelle Zahl.

### Vektoren
Bei Vektoren im {\displaystyle \mathbb {R} ^{n}} ist mit dem Betrag bzw. der Länge die euklidische Norm (2-Norm) des Vektors gemeint. Das Betragsquadrat eines Vektors {\displaystyle {\vec {v}}\in \mathbb {R} ^{n}} kann über das Standardskalarprodukt des Vektors mit sich selbst berechnet werden:
{\displaystyle |{\vec {v}}|^{2}={\vec {v}}\cdot {\vec {v}}=v_{1}^{2}+v_{2}^{2}+\dots +v_{n}^{2}}.
Diese Beziehung ergibt sich direkt aus der Definition der euklidischen Norm.
Bei komplexen Vektoren {\displaystyle {\vec {v}}\in \mathbb {C} ^{n}} ist entsprechend mit dem konjugiert Komplexen zu rechnen:
{\displaystyle |{\vec {v}}|^{2}=v_{1}^{\ast }\cdot v_{1}+v_{2}^{\ast }\cdot v_{2}+\dots +v_{n}^{\ast }\cdot v_{n}}.
In beiden Fällen ist das Ergebnis eine nichtnegative reelle Zahl.

### Funktionen

Der Graph der Betragsquadrat-Funktion von reellen Zahlen ist die Normalparabel

Das Quadrat der Sinusfunktion

Für reell- oder komplexwertige Funktionen wird das Betragsquadrat punktweise definiert, wodurch man wieder eine Funktion erhält. Das Betragsquadrat einer reellwertigen Funktion {\displaystyle \phi \colon \Omega \to \mathbb {R} } ist durch
{\displaystyle |\phi |^{2}\colon \Omega \to \mathbb {R} ,~x\mapsto |\phi (x)|^{2}=(\phi (x))^{2}}
gegeben und damit gleich dem Quadrat der Funktion, während das Betragsquadrat einer komplexwertigen Funktion {\displaystyle \phi \colon \Omega \to \mathbb {C} } durch
{\displaystyle |\phi |^{2}\colon \Omega \to \mathbb {C} ,~x\mapsto |\phi (x)|^{2}=(\phi (x))^{\ast }\cdot \phi (x)}
definiert wird. Das Betragsquadrat einer Funktion ist demnach eine reellwertige Funktion mit dem gleichen Definitionsbereich {\displaystyle \Omega }, deren Funktionswerte gleich den Betragsquadraten der Funktionswerte der Ausgangsfunktion sind. Sie wird im reellen Fall auch durch {\displaystyle \phi ^{2}} und im komplexen Fall auch durch {\displaystyle \phi ^{\ast }\phi } notiert.

## Eigenschaften
Im Folgenden werden grundlegende Eigenschaften des Betragsquadrats komplexer Zahlen aufgeführt. Durch punktweise Betrachtung lassen sich diese Eigenschaften auch auf Funktionen übertragen. Eigenschaften des Betragsquadrats von Vektoren finden sich im Artikel Euklidische Norm.

### Kehrwert
Für den Kehrwert einer komplexen Zahl {\displaystyle z\neq 0} gilt
{\displaystyle {\frac {1}{z}}={\frac {z^{*}}{z^{*}z}}={\frac {z^{*}}{|z|^{2}}}}.
Er kann also berechnet werden, indem die konjugiert komplexe Zahl durch das Betragsquadrat dividiert wird.

### Betrag des Quadrats
Das Betragsquadrat einer komplexen Zahl ist gleich dem Betrag des Quadrats der Zahl, das heißt
{\displaystyle |z|^{2}=|z^{2}|}.
Es gilt nämlich
{\displaystyle |z^{2}|=|(x+\mathrm {i} y)^{2}|=|x^{2}-y^{2}+2\mathrm {i} xy|={\sqrt {(x^{2}-y^{2})^{2}+(2xy)^{2}}}={\sqrt {(x^{2}+y^{2})^{2}}}=x^{2}+y^{2}=|z|^{2}}.
Bei der Darstellung in Polarform {\displaystyle z=r\cdot \mathrm {e} ^{\mathrm {i} \varphi }} mit {\displaystyle r=|z|} erhält man entsprechend 
{\displaystyle |z^{2}|=|r^{2}\mathrm {e} ^{2\mathrm {i} \varphi }|=|r^{2}|\cdot |\mathrm {e} ^{2\mathrm {i} \varphi }|=r^{2}\cdot 1=|z|^{2}}.

### Produkt und Quotient
Für das Betragsquadrat des Produkts zweier komplexer Zahlen {\displaystyle z_{1}=r_{1}\mathrm {e} ^{\mathrm {i} \varphi _{1}}} und {\displaystyle z_{2}=r_{2}\mathrm {e} ^{\mathrm {i} \varphi _{2}}} gilt:
{\displaystyle |z_{1}z_{2}|^{2}=(r_{1}\mathrm {e} ^{-\mathrm {i} \varphi _{1}}r_{2}\mathrm {e} ^{-\mathrm {i} \varphi _{2}})(r_{1}\mathrm {e} ^{\mathrm {i} \varphi _{1}}r_{2}\mathrm {e} ^{\mathrm {i} \varphi _{2}})=r_{1}^{2}r_{2}^{2}=|z_{1}|^{2}|z_{2}|^{2}}.
Analog dazu gilt für das Betragsquadrat des Quotienten zweier komplexer Zahlen für {\displaystyle z_{2}\neq 0}:
{\displaystyle \left|{\frac {z_{1}}{z_{2}}}\right|^{2}=\left({\frac {r_{1}\mathrm {e} ^{-\mathrm {i} \varphi _{1}}}{r_{2}\mathrm {e} ^{-\mathrm {i} \varphi _{2}}}}\right)\left({\frac {r_{1}\mathrm {e} ^{\mathrm {i} \varphi _{1}}}{r_{2}\mathrm {e} ^{\mathrm {i} \varphi _{2}}}}\right)={\frac {r_{1}^{2}}{r_{2}^{2}}}={\frac {|z_{1}|^{2}}{|z_{2}|^{2}}}}.
Das Betragsquadrat des Produkts bzw. des Quotienten zweier komplexer Zahlen ist also das Produkt bzw. der Quotient ihrer Betragsquadrate. Diese Eigenschaften weist auch bereits der Betrag selbst auf.

### Summe und Differenz
Für das Betragsquadrat der Summe bzw. der Differenz zweier komplexer Zahlen gilt entsprechend:
{\displaystyle |z_{1}\pm z_{2}|^{2}=(r_{1}\mathrm {e} ^{-\mathrm {i} \varphi _{1}}\pm r_{2}\mathrm {e} ^{-\mathrm {i} \varphi _{2}})(r_{1}\mathrm {e} ^{\mathrm {i} \varphi _{1}}\pm r_{2}\mathrm {e} ^{\mathrm {i} \varphi _{2}})=r_{1}^{2}+r_{2}^{2}\pm 2r_{1}r_{2}\cos(\varphi _{2}-\varphi _{1})}.
Stellt man sich die komplexen Zahlen {\displaystyle z_{1}} und {\displaystyle z_{2}} sowie ihre Summe bzw. Differenz {\displaystyle z_{1}\pm z_{2}} als Punkte in der komplexen Ebene vor, dann entspricht diese Beziehung gerade dem Kosinussatz für das entstehende Dreieck. Speziell erhält man für das Betragsquadrat der Summe zweier komplexer Zahlen mit Betrag eins:
{\displaystyle |\mathrm {e} ^{\mathrm {i} \varphi _{1}}+\mathrm {e} ^{\mathrm {i} \varphi _{2}}|^{2}=2+2\cos(\varphi _{2}-\varphi _{1})=4\cos ^{2}\left({\frac {\varphi _{2}-\varphi _{1}}{2}}\right)}.

## Anwendungen

### Signaltheorie
In der Signaltheorie ist die Gesamtenergie bzw. die Gesamtleistung eines kontinuierlichen komplexwertigen Signals {\displaystyle f\colon \mathbb {R} \to \mathbb {C} } definiert als das Integral über sein Betragsquadrat, das heißt
{\displaystyle E=\int _{-\infty }^{\infty }|f(t)|^{2}\,\mathrm {d} t}.
Die Gesamtenergie entspricht damit dem Quadrat der {\displaystyle L^{2}}-Norm des Signals. Ein zentrales Resultat ist hier der Satz von Plancherel, nach dem die Energie eines Signals im Zeitbereich gleich seiner Energie im Frequenzbereich ist. Ist demnach {\displaystyle {\mathcal {F}}} die (normierte) Fourier-Transformierte von {\displaystyle f}, so gilt
{\displaystyle \int _{-\infty }^{\infty }|f(t)|^{2}\,\mathrm {d} t=\int _{-\infty }^{\infty }|{\mathcal {F}}(\omega )|^{2}\,\mathrm {d} \omega }.
Die Fourier-Transformation erhält also die Gesamtenergie eines Signals und stellt damit eine unitäre Abbildung dar.

### Relativitätstheorie
In der Relativitätstheorie werden die Zeit- und Ortskoordinaten eines Ereignisses in der Raumzeit in einem Orts-Vierervektor {\displaystyle r=(c\,t,x,y,z)} zusammengefasst. Die Zeitkoordinate {\displaystyle t} wird dabei mit der Lichtgeschwindigkeit {\displaystyle c} multipliziert, damit sie wie die Raumkoordinaten {\displaystyle (x,y,z)} die Dimension einer Länge hat. Im Minkowski-Raum der flachen Raumzeit wird nun – abweichend von der oben angebenden Definition für Vektoren im {\displaystyle \mathbb {R} ^{4}} – das Quadrat des Vierervektors {\displaystyle r} durch
{\displaystyle r^{2}=c^{2}\,t^{2}-x^{2}-y^{2}-z^{2}}
definiert, was auch eine negative reelle Zahl ergeben kann. Für dieses Vierervektorquadrat wird in der Literatur auch der Begriff Betragsquadrat verwendet, obwohl die auf dem Minkowski-Raum definierte Bilinearform, die dieses Betragsquadrat induziert, kein Skalarprodukt ist, von dem sich ein Betragsquadrat mit nichtnegativen Werten im obigen Sinne ableiten ließe. Die Lorentz-Transformationen lassen sich nun als diejenigen Koordinatentransformationen charakterisieren, die besagte Bilinearform und damit das Betragsquadrat erhalten. Beispielsweise ist die Koordinatentransformation in das Ruhesystem eines Objekts, das sich mit Relativgeschwindigkeit {\displaystyle v} in {\displaystyle x}-Richtung bewegt,
{\displaystyle t'=\gamma (t-vx/c^{2}),\quad x'=\gamma (x-vt),\quad y'=y,\quad z'=z},
wobei {\displaystyle \gamma } der Lorentz-Faktor ist, längenerhaltend, das heißt für den transformierten Vierervektor {\displaystyle r'=(c\,t',x',y',z')} gilt
{\displaystyle (r')^{2}=r^{2}}.
Analog dazu wird auch das Betragsquadrat jedes anderen Vierervektors (beispielsweise des Impuls-Vierervektors) definiert, welches dann ebenfalls invariant bezüglich einer Lorentz-Transformation ist.

### Quantenmechanik
Das Betragsquadrat wird auch in der Quantenmechanik häufig verwendet. In der Bra-Ket-Notation wird das Skalarprodukt zweier Vektoren {\displaystyle |\phi \rangle } und {\displaystyle |\psi \rangle } des zugrundeliegenden Hilbertraums als {\displaystyle \langle \phi |\psi \rangle } geschrieben. Ist eine Observable als Operator {\displaystyle A} mit einem nicht-entarteten Eigenwert {\displaystyle a} zu einem normierten Eigenvektor {\displaystyle |u\rangle } gegeben, das heißt
{\displaystyle A|u\rangle =a|u\rangle },
so berechnet sich die Wahrscheinlichkeit, in einem Zustand {\displaystyle |\psi \rangle } den Wert {\displaystyle a} für die Observable {\displaystyle A} zu messen, über das Betragsquadrat der entsprechenden Wahrscheinlichkeitsamplitude:
{\displaystyle {\mathcal {P}}(a)=\left|\langle u|\psi \rangle \right|^{2}}.
Das Betragsquadrat im punktweisen Sinne der normierten Wellenfunktion aus der Schrödingergleichung ist gleich der Aufenthaltswahrscheinlichkeitsdichte des Teilchens:
{\displaystyle \rho (\mathbf {r} ,t)=|\psi (\mathbf {r} ,t)|^{2}=\psi ^{\ast }(\mathbf {r} ,t)\,\psi (\mathbf {r} ,t)}.

### Algebra
In der Körpertheorie ist das Betragsquadrat komplexer Zahlen die Norm der Körpererweiterung {\displaystyle \mathbb {C} /\mathbb {R} }. Es stellt auch die Norm im quadratischen Zahlkörper {\displaystyle \mathbb {Q} (i)} dar und spielt daher beim Rechnen mit gaußschen Zahlen eine wichtige Rolle.